# مصطفى علي الجوزو
مصطفى بن علي بن محمد بن إبراهيم الجوزو، أستاذ اللأدب العربي ولغوي وشاعر وباحث وذو إطلالات صحافية هامة وسليل أسرة شعراء برجاوية: فجده محمد الجوزو صوفي من شعراء الطريقة الشاذلية، وأبوه علي وأخوه المفتي محمد شاعران.
وُلد في بيروت في سنة 1360 هـ / 1941م، انتقلت به أسرته بعد قليل من ولادته، وبسبب الحرب العالمية الثانية، إلى بلدتها برجا، حيث أقامت سنوات أربعاً، بسبب قصف الطيران للعاصمة اللبنانية، في الحرب العالمية الثانية، ثم عادت به أسرته إلى بيروت، حيث تابع دراسته الابتدائية في مدارس جمعية المقاصد الخيرية الإسلامية، ثم درس سنتين في المدرسة المهنية الرسمية التي تركها إثر قيام ثورة 1958م (1378 هـ) في لبنان ليعمل نهاراً ويتابع دراسته المتوسطة في مدرسة مسائية، ثم دخل دار المعلمين، وتخرج فيها سنة 1962، وبعدها مارس التعليم في مدارس وزارة التربية الوطنية، وانتسب في الوقت نفسه إلى الجامعة اللبنانية حتى تخرج فيها سنة 1966 بتفوق وأثناء دراسته فيها جائزة الشعر الغزلي، وبعدها مارس التعليم في المدارس الحكومية الثانوية ودور المعلمين، حتى قررت الجامعة اللبنانية إعطاءه منحة دراسية لمتابعة الدراسات العليا في جامعة السوربون في باريس، فنال سنة 1393 هـ / 1973م شهادة دكتوراه الدولة بتقدير مشرف جداً (très honorable) لأطروحة عنوانها: العصر الجاهليّ من خلال كتاب الأغاني، مع التوصية بنشر الأطروحة على نفقة الجامعة، وعاد في السنة نفسها إلى بيروت ليدخل الملاك التعليمي في كلية الآداب والعلوم الإنسانية في الجامعة اللبنانية.
أول أعماله المنشورة ديوان شعر عنوانه: زوارق العبير، ألفه وهو بعد طالب في الجامعة، ونشر قصائد كثيرة في الصحف والمجلات، ثم نشر ابتداء من سنة 1977 اثني عشر كتاباً أكاديمياً في الأدب واللغة والترجمة، منها: صنّاجة العرب: الأعشى الكبير، ومن الأساطير العربية والخرافات، ونظريات الشعر عند العرب (جزآن) ومصطفى صادق الرافعي رائد الرمزية العربية المطلة على السوريالية، وقراءة جديدة لقضية الشك في أدب الجاهلية، وشعر عنترة: دراسة تطبيقية على نظرية الشك في شعر الجاهلية، وأطروحته التي نشرها تحت عنوان: العصر الجاهلي من خلال كتاب الأغاني ومصادر أخرى، فضلاً عن ترجمات إلى اللغة الفرنسية، وغير ذلك. كما أنه نشر في دوريات متخصصة أو شبه متخصصة ثمانية وأربعين بحثاً أكاديمياً في الأدب واللغة، وثلاثاً وخمسين ترجمة كُتبت لموسوعة أعلام العلماء والأدباء العرب والمسلمين التي تصدر عن المنظمة العربية للتربية والثقافة والعلوم في جامعة الدول العربية ونحو المئتي بحث ومقالة أدبية وسياسية وقصيدة وأقصوصة في صحف ثقافية وسياسية، وله باب ثابت في مجلة العربي الكويتية عنوانه: "اللغة حياة"، لا يزال يكتب فيه منذ أول سنة 2007 حتى اليوم، وفي بعض كتاباته الصحافية مساجلات لغوية وأدبية ولا سيما مع العلاّمة الشيخ عبد الله العلايلي والدكتور عمر فروخ، وقد نال على إحدى مقالاته جائزة الشاعر سعيد عقل. له فوق ذلك أعمال مخطوطة ما بين بحث أكاديمي وقصة طويلة وقصيرة ومسرحية، وبعض ذلك لا يزال مسودات وقد شارك في بعض لجان جائزة الملك فيصل العالمية.
هو صاحب نظريات شعرية وأدبية، ومن آرائه اللافتة ترجيحه أن أصل الشعر العربي غناء لاحتمال أن يكون أصل مصطلح الشعر هو كلمة «شِير» السامية التي تعني الغناء، وربما كان التغني بالقرآن الكريم من أسباب خلط الجاهليين بينه وبين الشعر. ومنها أن الترجمة المشوهة لنظرية أرسطو في الشعر أبدعت نظرية شعرية عربية رائعة هي نظرية التخييل، التي تبدو في الأصل ترجمة مغلوطة لمفهوم المنظر أو المشهد المسرحي.
عنده أنّ «ما فوق التعليل والتعبير» ليس مقياساً نقدياً بل هو تحاش للقياس وإعلان للعجز عن معرفة السبب، أو القدرة على وصف ما ربما كان ماثلاً في الوعي الباطن، وأن الشعر جزء من السحر الكلامي الذي يقابل السحر الإشاري الحركي المجرد، وأنه قد تطور، على ما يبدو، عن القراءات والهمهمات والتمتمات والمخاطبات السحرية والتعاويذ العلنية. الدكتور الجوزو مكتشف نظرية القاضي علي الجرجاني الدلالية التي تُدخل إنشاد الشعر في المعنى أو في ما يجلوه، وفي ما لا يُفهم الشعر بمعزل عنه، والتي تجعل للنص وجوهاً ثلاثة: المقروء والمسموع والممثّل.
هو أيضاً مكتشف مصطلح عبد القاهر الجرجاني "العقل المحض"، مؤكداً باكتشافه ذاك أن الجرجاني قد سبق إيمانويل كانط بنحو سبعة قرون إلى المصطلح المذكور. من أهم ما أدلى به في مجال نظرية الشك في الأدب الجاهلي أن الشك المؤدي إلى اليقين نظرية عربية قال بها المعتزلة ولا سيما النظّام والجاحظ، قبل ديكارت، وأنّ اختلاف اللغات بين الشمال والجنوب ليس سبباً كافياً للشك بالشعر الجاهلي، لأن سكان شمال الجزيرة العربية وجنوبها كانوا على لغة واحدة متعددة اللهجات، نسبها الحسن بن أحمد الهمداني إلى من سماهم الفصحاء، ومنهم كِندة، قبيلة امرئ القيس، أما الحميرية أو السبئية فلغة محدودة الانتشار، ويرى بعضهم أنها غير عربية. وقد دحض الدكتور الجوزو القول بتلازم تطور الشعر مع تطور الموسيقى الغنائية أو الآلية، لأن ذلك يعني أن الشعر العربي ينبغي أن يظهر في صورته المتقنة ابتداء من العصر العباسي وقت ظهور النظرية الموسيقية، وأن يكون الموالي أصحاب الموسيقى والغناء هم أكبر الشعراء، وليس ذلك صحيحاً، والصحيح أن العرب عنوا بإتقان موسيقى العروض تعويضاً من موسيقى الغناء.
كما رجّح الجوزو أن طه حسين تأثر في نظرية الشك بأستاذه الإيطالي كارلونللينو ولم يتأثر بدافيد مرجليوث كما هو شائع. وفي كتابيه عن الشك في الأدب الجاهلي انفرد الدكتور الجوزو بدراسة تطبيقية تتصل خاصة بما أصاب الشعر الجاهلي، وخصوصاً شعر عنترة، من تصحيف وتحريف، مع بيان الأسباب المحتملة لذلك، وهو مكتشف ريادة مصطفى صادق الرافعي للشعر الرمزي العربي القريب من السوريالية، وقد رجّح أن حالة الرافعي النفسية والصحية هي التي أدّته إلى ذلك الشعر وليس اطلاعه على الشعر الغربي. وقد اهتمت بترجمة حياته وأعماله عدة موسوعات علمية وعدد من الصحف.
نبذة عن مصطفى الجوزو وسيرته العلمية والإبداعية
أ‌- البيانات الشخصية
1. مولده ووضعه الأسريّ: لبناني منذ ولادته في بيروت يوم 21/5/1941، متزوج وأب لثلاثة أولاد.
2. زوجته: ريما محمود سنو، مولودة في بيروت سنة 1960، تحمل الإجازة ودبلوم الدراسـات العليـا في اللغة العربية وآدابها ( النحو) من الجامعة اللبنانية، بتقدير جيد جداً .
3. أولاده: حازم، مولود سنة 1980، حسام، مولود سنة 1981، يمان، مولود سنة 1986.
4. عنوان المنزل: بشامون، منطقة المدارس، مشروع الأندلس، بناية عبد الكريم منيمنة، القسم 4، الطبقة الأولى.
5. رقم الهاتف الآلي: 803954/ 5/961 ورقم الخلويّ (الجوّال): 535846/3/961
6. ص . ب : 5905/ 13 شوران 1102 2080، بيروت، لبنان.
7. E-mail: mjouzou@hotmail.com

## ب- الدرجات العلمية العليا
1- الإجازة في اللغة العربية وآدابها، الجامعة اللبنانية، بيروت 1966.
2- دكتوراه الدولة في الأدب العربي، من جامعة السوربون (باريس الرابعة)، سنة 1973، بتقدير مشرف جداً (très honorable) مع التوصية بنشر الأطروحة على نفقة الجامعة.
عنوان الأطروحة: العصر الجاهلي من خلال كتاب الأغاني (بالمقارنة مع المصادر الأخرى) وقد ترجمت هذه الأطروحة إلى العربية ونشرت تحت عنوان: العصر الجاهلي من خلال كتاب الأغاني ومصادر أخرى (نظر أدناه) .
3- ملحوظة: أعفي صاحب العلاقة من دبلوم الدراسات العليا أو ما يعادله.
ت- اللغات التي يعرفها
1. اللغة العربية
2. اللغة الفرنسية بدرجة جيدة
3. اللغة الإنكليزية بدرجة مقبولة
4. اللغة الألمانية بدرجة ابتدائية
5. اللغتان الفارسية والعبرية ( معرفة ضئيلة).
ث- التدرج الوظيفي
1- مدرس في الصفوف الابتدائية والمتوسطة والثانوية ( 1962-1969)
2- متعاقد متفرغ في الجامعة اللبنانية بما يوازي رتبة المعيد ( 1973-1975)
3- متعاقد متفرغ في الجامعة اللبنانية مستوف شروط الأستاذ المساعد ( 1975- 1985)
4- متعاقد متفرغ في الجامعة اللبنانية مستوف شروط الأستاذية (1985-1988)
5- عُيّن في ملاك الجامعة اللبنانية الدائم برتبة أستاذ ابتداء من سنة 1988 حتى 31/10/ 2005

## ج- المواد التي درّسها في الجامعة
1- أدب العصر الجاهلي وحضارته، من سنة 1973 حتى سنة 2005.
2- تحليل النصوص الأدبية، من سنة 1973 حتى سنة 1978.
3- النحو العربي، من سنة 1973 حتى سنة 1976.
4- القضايا الأدبية القديمة (في صفوف دبلوم الدراسات العليا) : نظريات الشعر عند العرب، من سنة 1978 حتى سنة 2004.
5- الإشراف على رسائل الماجستير ودبلوم الدراسات العليا من سنة 1978 حتى سنة 2005.
6- الإشراف على أطروحات الدكتوراه اللبنانية، من سنة 1985 حتى سنة 2005.
7- قضايا حضارية (في صفوف دبلوم الدراسات العليا) العام الدراسي 2003- 2004.
8- نصوص ومصطلحات فرنسية (في صفوف دبلوم الدراسات العليا) العام الدراسي 2004- 2005.
9- طرائق تدريس اللغة العربية (في قسم علوم اللغة والتواصل) العام الدراسي 2004- 2005.

## ح- مؤلفاته وأبحاثه

### أولاً: الكتب المنشورة
1 – زوارق العبير (شعر)، دار الفتح، بيروت، 1967.
2- L’époque Jâhilite à travers le Kitâb al-Aghânî (Livre des Chants), thèse de doctorat d’État, (V. supra).
3 – من الأساطير العربيّة والخرافات، دار الطليعة، بيروت، ط1 : 1977، ط2: 1980.
4 – صَنَّاجة العرب، الأعشى الكبير، دار الطليعة، بيروت 1977.
5 – نظريّات الشعر عند العرب (الجاهلية والعصور الإسلامية)، ج 1، دار الطليعة، بيروت، ط1: 1981، ط2: 1988.
6 – نظريّات الشعر عند العرب (الجاهلية والعصور الإسلامية)، ج 2، نظريات تأسيسية ومفاهيم ومصطلحات، دار الطليعة، بيروت 2002.
7 – جبران خليل جبران، [بالاشتراك]، النادي الثقافي العربي، بيروت 1984 .
8 – مصطفى صادق الرافعي رائد الرمزية العربية المطلّة على السوريالية، دار الأندلس، بيروت 1985 .
9 - المعجم الوسيط في الإعراب [بالاشتراك] ، دار النفائس، بيروت 1988 .
10 – [Un] Commentaire abrégé, avec les motifs de révélation, de la trentième partie du Coran: cAmma, d’après les principaux commentaires islamiques, cUlûm at-tafsîr, Beyrout, 1991.
11 – قراءة جديدة لقضية الشك في أدب الجاهلية، دار الطليعة، بيروت، 2001.
12 – شعر عنترة العبسي، دراسة تطبيقية على نظريات الشك في شعر الجاهلية، دار الطليعة، بيروت، 2001.
13- العصر الجاهلي من خلال كتاب الأغاني ومصادر أخرى، بيروت، 2004. (قارن رقم 2).